# Запрудка (Киевская область)
Запрудка (укр. Запрудка) — село, входит в Иванковский район Киевской области Украины.
Население по переписи 2001 года составляло 879 человек. Почтовый индекс — 07203. Телефонный код — 4591. Занимает площадь 2,5 км². Код КОАТУУ — 3222055102.

## Местный совет
07200, Київська обл., Іванківський р-н, смт. Іванків, вул. І. Проскури, 47, тел. 518-76  (укр.)